# Mun mot mun
Mun mot mun är en svensk dramafilm från 2005, skriven och regisserad av Björn Runge.

## Handling
Vera (spelad av Sofia Westberg), nyss fyllda 18, har rymt från sin familj för att vara med droglangaren Morgan (Magnus Krepper). Veras far (Peter Andersson), som tyngs av dåligt samvete, gör allt som står i hans makt för att få dottern tillbaka och på rätt spår.

## Rollista i urval
- Peter Andersson – Mats
- Marie Richardson – Ewa
- Sofia Westberg – Vera
- Magnus Krepper – Morgan
- Anton Jarlros Gry – Joel
- Magdalena Jansson – Helen
- Liv Omsén – Susanne
- Marie Göranzon – Monica, Ewas mamma
- Ingvar Hirdwall – John, Mats pappa
- Ann Petrén – Lisbeth
- Pernilla August – Leyla
- Camilla Larsson – Helens mamma
- Fyr Thorwald – Helens pappa